# Raman (India)
Raman è una città dell'India di 19.549 abitanti, situata nel distretto di Bathinda, nello stato federato del Punjab. In base al numero di abitanti la città rientra nella classe IV (da 10.000 a 19.999 persone).

## Geografia fisica
La città è situata a 29° 59' 23 N e 74° 58' 36 E.

## Società

### Evoluzione demografica
Al censimento del 2001 la popolazione di Raman assommava a 19.549 persone, delle quali 10.357 maschi e 9.192 femmine. I bambini di età inferiore o uguale ai sei anni assommavano a 2.487, dei quali 1.384 maschi e 1.103 femmine. Infine, coloro che erano in grado di saper almeno leggere e scrivere erano 11.432, dei quali 6.355 maschi e 5.077 femmine.